# Symfonia fantastyczna

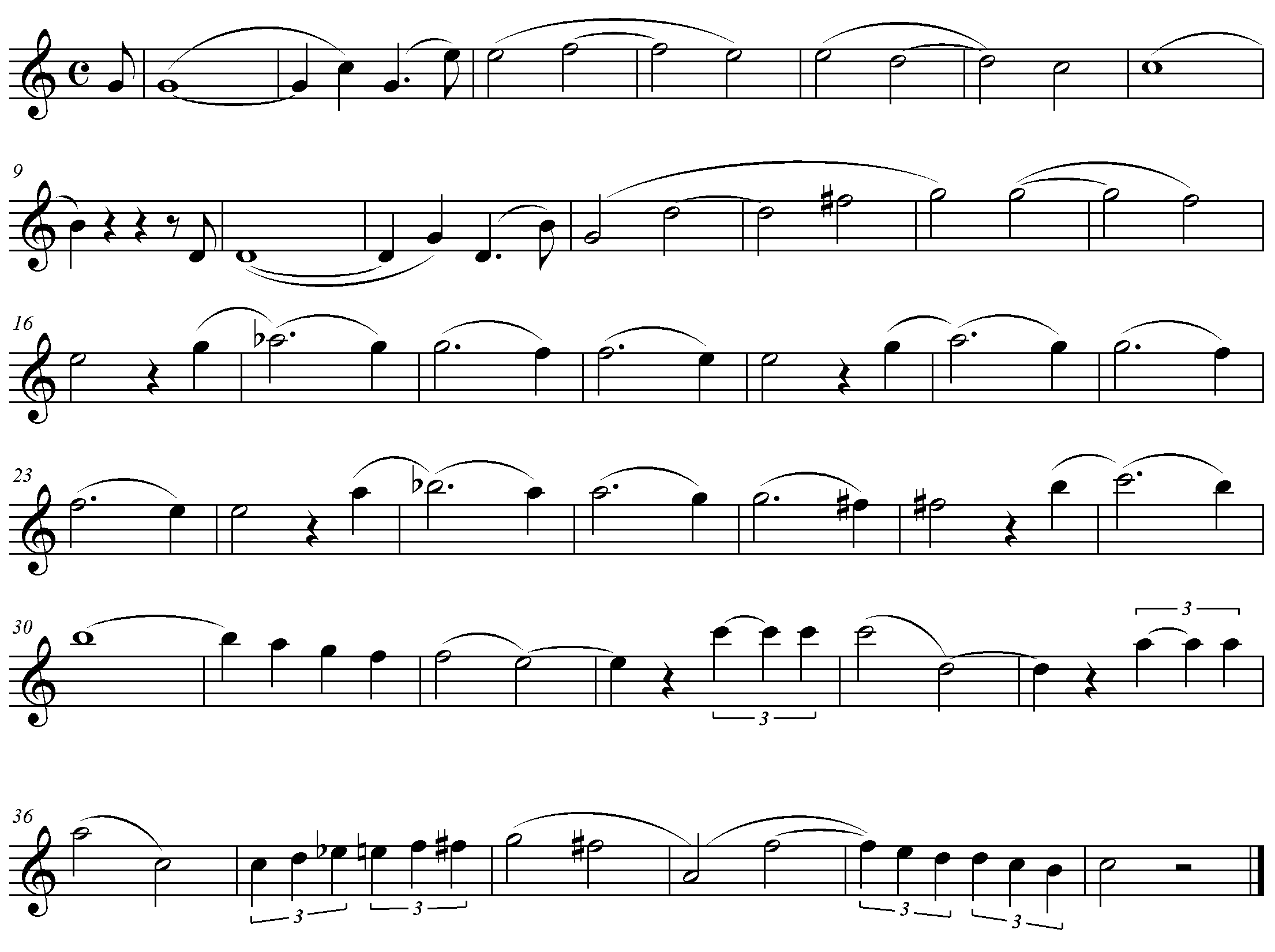
Idee fixe

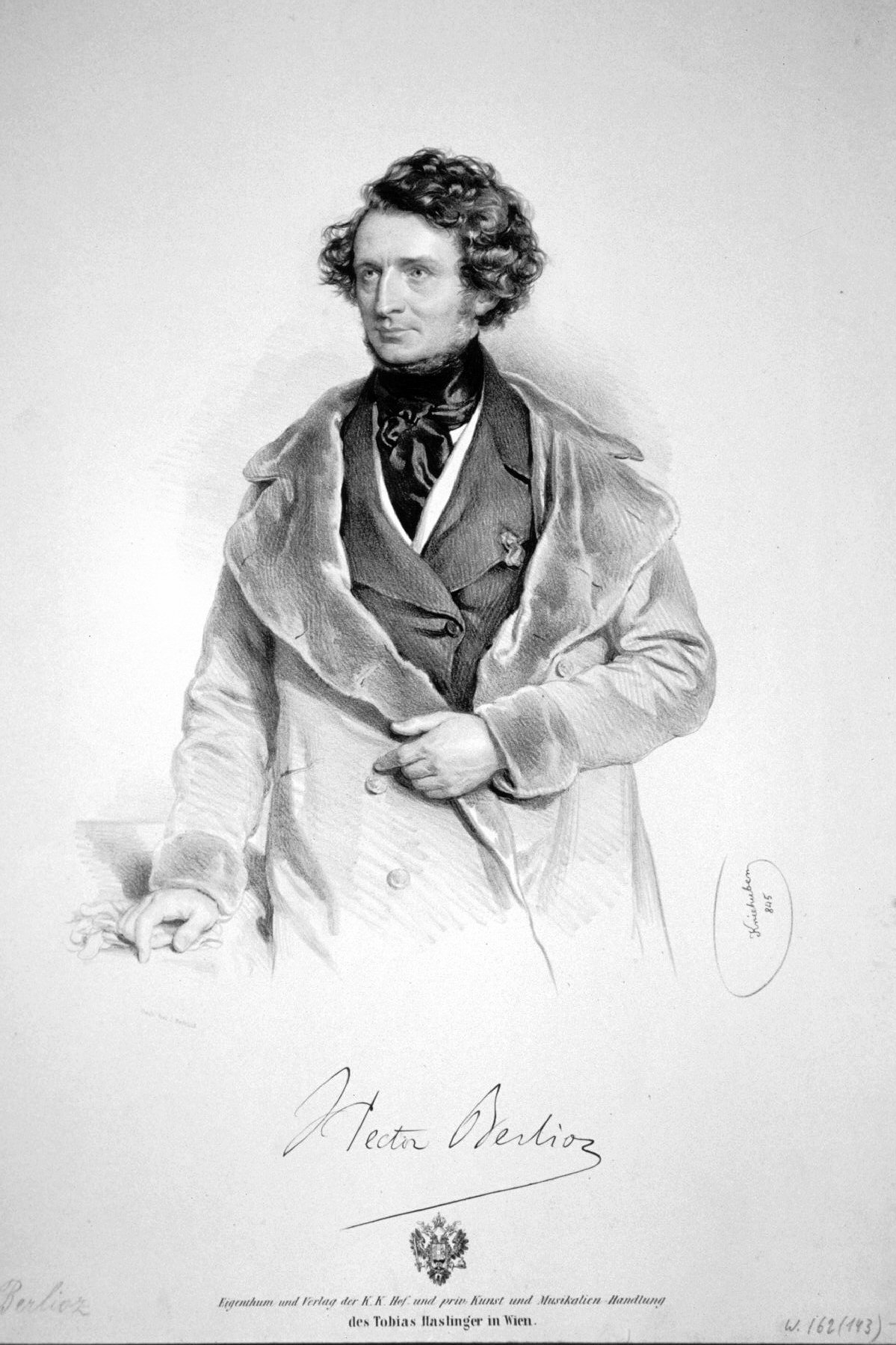
Hector Berlioz, litografia z 1845

Symfonia fantastyczna (fr. Symphonie fantastique) – symfonia c-moll, op. 14 Hectora Berlioza, skomponowana w 1830, z podtytułem „Epizod z życia artysty”.
Jest pierwszą wielką kompozycja Berlioza, zarazem najpopularniejszą ze wszystkich, jakie napisał. Stała się manifestacją jego założeń artystycznych, a jednocześnie jego pierwszą programową symfonią, uważana za jedno z najważniejszych i najbardziej reprezentatywnych dzieł wczesnego romantyzmu .
Dzieło zrodziło się z osobistych przeżyć i uczuć kompozytora, ukazując wyraźnie jego wrażliwą naturę i romantyczną wyobraźnię. Inspiracją kompozycji była nieszczęśliwa, nieodwzajemniona miłość do angielskiej aktorki, Harriet Smithson (która ostatecznie jednak go poślubiła). Berlioz nie ukrywał motywów, które nim kierowały. Nie tylko opatrzył dzieło podtytułem („Epizod z życia artysty”) , ale też, aby publiczność w sposób jednoznaczny zrozumiała intencję dzieła, dodał doń dokładny komentarz literacki, ufantastycznioną historię swej miłości. Komentarz ukazał się 21 maja 1830 w paryskiem „Le Figaro”, przed prawykonaniem dzieła w pierwszej wersji. Oto jego treść: 

„Kompozytor miał zamiar przedstawić muzyką różne momenty z życia artysty. Plan do instrumentalnego dramatu bez tekstu musi być z góry wyjaśniony. Program niniejszy należy przeto uważać za jakby mówiony tekst opery, przedstawiający charakter i wyraz następujących po sobie części.
I część. Marzenia, namiętności. Autor przyjmuje, że młody muzyk w owym stanie duszy, który słynny pisarz Chateaubriand określa tak trafnie jako «fale namiętności», spostrzega po raz pierwszy kobietę, łączącą w sobie wszystkie uroki wyśnione w marzeniach o idealnej istocie. Zakochuje się do szaleństwa. Kaprys losu sprawia, że obraz ukochanej ukazuje mu się wraz z muzyczną myślą, taką idee fixe. Oto powód nieustannego powracania melodii rozpoczynającej pierwsze Allegro.
II część. Bal. Artysta, otoczony gwarem zabawy, podziwia wspaniałości natury. Ale wszędzie ściga go obraz ukochanej i odbiera mu spokój.
III część. Scena na wsi. Wieczorem na wsi słyszy z oddali głosy dwóch pasterzy. Okolica, poszum drzew, złudne nadzieje wzajemnej miłości - wszystko splata się razem, dając jego sercu nadzwyczajny spokój, a myśl kierując ku radości. Spodziewa się, że wkrótce nie będzie już sam. Ale jeśli umiłowana go zawiedzie? Nadzieję i lęk, radosne oczekiwanie i posępne przeczucia wyraża Adagio.
IV część. Marsz na stracenie. Ponieważ artysta przekonał się, że ta, którą uwielbia, nie odwzajemnia jego miłości, nie potrafi go zrozumieć, a nawet jest go niegodna, truje się zażywając opium. Zbyt słaba dawka narkotyku nie zabija go, lecz pogrąża w ciężkim śnie. Artysta śni, że zamordował ukochaną i został skazany na śmierć. Prowadzony jest na miejsce stracenia, stając się świadkiem własnej egzekucji.
V część. Sabat czarownic. Młody muzyk widzi się pośród zgrai dziwnych postaci, które zebrały się na jego pogrzebie. Wybranka serca także przybywa na ten sabat, witana okrzykami radości. Rozpoczyna się ceremonia.”

Symfonia fantastyczna była nowym typem symfonii programowej, stanowiącym prekursorską podstawę do rozwoju poematu symfonicznego
 . Zawiera motyw przewodni, zwany idée fixe. Powtarza się on we wszystkich częściach symfonii i jest zmieniany wariacyjnie  . 
Utwór składa się z pięciu części, w przeciwieństwie do klasycznej symfonii czteroczęściowej :
1. Rêveries - Passions (Marzenia, namiętności)
2. Un bal (Bal)
3. Scène aux champs (Scena na wsi)
4. Marche au suplice (Marsz na stracenie)
5. Songe d'une nuit de sabbat (Sabat czarownic)

Berlioz wykorzystał w tym utworze bogaty skład orkiestrowy:
- 15 I skrzypiec – 15 II skrzypiec – 10 altówek – 11 wiolonczel – 9 kontrabasów
- 2 flety – 2 oboje – 2 klarnety – 4 fagoty
- 2 trąbki – 2 kornety – 4 rogi – 3 puzony – 2 tuby
- dzwony – 4 kotły – talerze – wielki bęben
- 2 harfy